# Ami Kondo
Ami Kondo (jap. 近藤亜美 Kondo Ami; * 9. Mai 1995 in Nagoya) ist eine japanische Judoka. Sie gewann 2016 eine olympische Bronzemedaille und war Weltmeisterin 2014, jeweils im Extraleichtgewicht.

## Karriere
Die 1,56 m große Ami Kondo war 2011 U17-Weltmeisterin. Im August 2014 besiegte sie bei den Weltmeisterschaften in Tscheljabinsk im Halbfinale die Kubanerin Maria Celia Laborde und im Finale die Argentinierin Paula Pareto. Zwei Monate nach dem Gewinn des Weltmeistertitels in der Erwachsenenklasse siegte Ami Kondo auch bei den U21-Weltmeisterschaften. Bei den Weltmeisterschaften 2015 in Astana unterlag Kondo im Viertelfinale der Südkoreanerin Jeong Bo-kyeong, mit Siegen in der Hoffnungsrunde über die Ungarin Éva Csernoviczki und die Brasilianerin Nathalia Brigida erkämpfte die Japanerin eine Bronzemedaille. Im Jahr darauf erreichte Kondo bei den Olympischen Spielen 2016 in Rio de Janeiro mit Siegen über die Mexikanerin Edna Carrillo und die Kasachin Galbadrachyn Otgontsetseg das Halbfinale. Nach ihrer Niederlage gegen Paula Pareto gewann die Japanerin den Kampf um die Bronzemedaille gegen die Mongolin Urantsetsey Munkhbat.
Bei den Weltmeisterschaften 2017 unterlag Kondo im Halbfinale der Mongolin Munkhbaat, mit einem Sieg über die Serbin Milica Nikolić erkämpfte Kondo eine Bronzemedaille. 2018 nahm Kondo nicht an den Weltmeisterschaften teil aber an den Asienspielen in Jakarta. Dort schlug sie im Halbfinale die Kasachin Galbadrachyn Otgontsetseg, im Finale unterlag sie der Südkoreanerin Jeong Bo-kyeong.